# Saksergård
En saksergård er en dominerende gårdtype i Nordtyskland, syd for linjen Slien-Husum. Den er et typisk hallehus. Huset er en stor, bred bygning med port i gavlen ud mod gården. Gårdens indre huser både lade, stald og beboelsesrum. Loen ligger centralt. Ved siden af findes stald, mælkekammer, spisekammer og pigekammer. Ved husets bagside findes pissel og dørns. Gården er opført i bindingsværk. Saksergården stammer fra Nedersaksen.
I modsætning til danske gårdtyper fremhæver saksergården husets bredde og højde. Danske gårde er smallere.